# Moreno Burattini
Moreno Burattini (San Marcello Pistoiese, Pistoia, Italia, 7 de septiembre de 1962) es un guionista de cómics, escritor, ensayista y crítico italiano.

## Biografía
De muy joven se mudó a Florencia y se graduó en la Facultad de Letras de la universidad local, con una tesis sobre la guionización de las historietas. En 1985, fundó la revista Collezionare, editada durante siete años, en cuyas páginas apareció su primer personaje, Battista il Collezionista. En 1990, debutó en calidad de guionista profesional en la revista Mostri de la editorial Acme, con una miniserie ambientada en la Edad Media dibujada por Stefano Andreucci. Escribió muchas historias de Cattivik y Lupo Alberto, y guiones para revistas como L'Intrepido o Il Giornale dei Misteri.
En 1991, se convirtió en el principal guionista de Zagor, de la editorial Bonelli, llegando a superar al mismo creador de la historieta, Guido Nolitta (seudónimo de Sergio Bonelli), por número de historias escritas; desde 2007, es también el coordinador de esta serie. Además, Burattini ha escrito historias de otros personaje de la Bonelli: Il Comandante Mark, Tex y Dampyr. Para la Bonelli se desempeña también como secretario de redacción. En 1992, fue uno de los fundadores de Dime Press, una revista dedicada a los cómics de la editorial Bonelli. 
Es organizador de exposiciones, bloguero y autor de relatos, comedias y ensayos sobre el mundo de la historieta.